# Музейные часы
Музейные часы (en: Museum Hours) — австро-американский художественный фильм, снятый в 2012 году режиссёром Джемом Коэном.

## Сюжет
В зимней Вене Йохан, смотритель Музея истории искусств, встречает Анну, иностранку, прилетевшую в Австрию в связи с тяжёлым состояние своей кузины, находящейся в клинике. Впервые попав в Австрию и испытывая стеснённость в средствах, Анна бродит по городу в неприкаянном состоянии, воспринимая музей как убежище. Иоганн предлагает ей свою помощь, и они втягиваются в миры друг друга. Их встреча вызовет неожиданный ряд исследований — их собственной жизни и жизни города. Пути художника может отражать и формировать повседневный опыт. Музей выступает в фильме не как архаичный институт исторических артефактов, но как загадочный перекресток, где герои исследуют собственную жизнь, город и то, как искусство отражает мир. В то время как «разговоры», воплощенные в коллекции музея вращаются вокруг не меньше, чем те вопросы, которые вызывают наибольшую обеспокоенность всех нас: смерть, секс, история, теология, материализм, и так далее. Ближе к концу фильма Иоганн и Анна появляются на окраине города, когда состояние её кузины вдруг достигает критической точки.

## Название фильма
По мнению Александра Гениса, название фильма не так просто перевести, потому что на самом деле правильный перевод — это «расписание работы музея», «часы работы музея»: «Это скучно и неверно, потому что название это двусмысленное, имеется в виду часы, проведенные в музее, конечно. На самом деле я люблю такие заголовки, многозначительнось рождена из очень простой фразы. Всегда хорошо, когда банальная мысль лишь притворяется банальной».

## Цитаты
- «Игровой фильм, снятый то в документальной стилистике, то в формате движущихся картинок с выставки современного искусства (венские городские пейзажи), нарушает табу не там, где привычнее всего ожидаешь нарушение. Не боясь или не задумываясь о стереотипах — сюжетных, визуальных, вербальных — Коэн меняет оптику восприятия границ между консерватизмом и радикализмом»[2] — Зара Абдуллаева, 2012.

## Интересные факты
- Роль главной героини фильма Анны, прилетевшей в Вену из Канады, исполнила канадская певица Мэри Маргарет О'Хара, «широко известная в тамошних узких кругах», как разъяснил Джем Коэн после просмотра[2].